# Lisandro Duque Naranjo
Lisandro Duque Naranjo  (Sevilla, Valle del Cauca, 30 de octubre de 1943) es un director de cine colombiano. Fue director de la Escuela Internacional de Cine y Televisión. Ha colaborado junto con Gabriel García Márquez en la realización de varios proyectos audiovisuales, entre ellos la miniserie de televisión María; Milagro en Roma y Los niños invisibles. Duque Naranjo es también columnista del diario El Espectador y profesor de la Universidad Central y la Universidad Nacional. Fue gerente de Canal Capital hasta el 31 de diciembre de 2015, cuando finaliza el periodo de Gustavo Petro como Alcalde de Bogotá.

## Cronología
1969- Ingresa a la Universidad Nacional de Colombia para estudiar Antropología.
1970- Ejerce la crítica cintematográfica en el periódico El Espectador.
1973- Elabora el guion del cortometraje Yo pedaleo, tú pedaleas de Alberto Giraldo Castro.
1974- Inicia como guionista y realizador de cortometrajes, documentales y largometrajes de ficción para cine y televisión.
1975- Es asistente de dirección del corometraje La Chamba de Fernando Laverde.
1976- Dicta la cátedra de "Historia del cine" en las universidades colombianas: Jorge Tadeo Lozano y Gran Colombia.
1976- Hace parte de la junta directiva de la Asociación de Cinematografistas Colombianos (ACCO).
1982- Escribe y dirige el largometraje El escarabajo,que obtiene el premio al Mejor Guion, a la Mejor Dirección y a la Mejor Película en el Festival Nacional de Bogotá en 1984.
1985- Escribe y dirige el largometraje Visa USA, con el cual gana el Gran Premio en el Festival Internacional de Cine de Cartagena de 1986.
1987- Escribe el guion de la película Milagro en Roma,junto con Gabriel García Márquez. Es una adaptación de “La larga vida feliz de Margarito Duarte”. Este mismo año dirige la película basada en este guion y producida por Televisión Española dentro de la serie “Amores Difíciles”. Esta película ha sido galardonada como mejor guion en el Festival Internacional de Montecarlo, 1989 y mejor película en el Encuentro
de Televisiones Europeas de Reims, 1990.
1990- Escribe y dirige para la cadena RCN T.V., la adaptación a televisión de La Vorágine, de José Eustasio Rivera, que resultó finalista en el Festival mundial de TV de Nueva York, en 1991.
1994- Funda para la Universidad Nacional de Colombia, la programadora de televisión UNTV, en la que dirige los programas Huso
de razón e Historia Debida.
1996- Culmina sus funciones de dirección de la Escuela Internacional de Cine y Televisión de San Antonio de Los Baños.
1997- Primer premio de guion argumental del Ministerio de Cultura de Colombia por Los niños invisibles. Esta película ha sido premiada ya en varias oportunidades.
2001- Premio de periodismo Simón Bolívar a mejor columna de opinión. (Lo divino y lo humano, publicada en El Espectador).

## Los niños invisibles
Premio a la mejor película colombiana en el XVIII Festival de Cine de Bogotá.
2001 Premio especial del jurado en el VI Festival Internacional de Cine para la Infancia en Montreal.
2001 Premio del público y de la crítica en el festival Iberoamericano de Toronto, Canadá.
2002 Primer premio a la mejor película colombiana en el Festival de Cartagena.
2002 Primer premio en el Festival Iberoamericano Cine de San Juan de Puerto Rico.
2002 Premio al mejor guion en el Festival de Cine para la Infancia de Olimpia, Grecia.
2003 Primer premio del jurado y del público en el Festival Iberoamericano de Madrid, “Chimenea de Villaverde”.
Premio a la mejor película colombiana de los últimos tres años (2001 a 2003)por elección de los estudiantes de cine, televisión y
comunicaciones de 30 universidades de Colombia.

## Filmografía como Director
1974- Favor correrse atrás, 10 min., doc.
1975- No se admiten patos, 9 min., doc.
1976- Lluvia colombiana(codirigido con Herminio Barrera), 12 min., doc.
1979- 38 corto, 45 largo, 15 min., ficción
1979- Hoy no frío, mañana sí, 10 min., ficción
1980- TV or no TV, 9 min., ficción
1980- Vivienda campesina, 14 min., doc.
1980- Nirma Zárate, doc
1981- Cine Venezolano, doc
1981- El Escarabajo, 90 min., ficción
1984- Arquitectura de la colonización antioqueña, mediometraje,doc.
1984- Cafés y tertulias de Bogotá, 25 min., doc.
1985- Un ascensor de película, 25 min., ficción
1985- Visa USA, 90 min., ficción
1985- El premio, corto, ficción
1988- Milagro en Roma, 90 min., ficción
1989- La Vorágine, ficción, 12 horas
1991- María, serie de televisión, ficción
1992- Mediodía, corto, doc.
1994- Un día en la vida de Olimpo Cárdenas, mediometraje,doc.
1.995 - serie tv - sabor a limon para tv - rcn tv 
1997- Los billaristas, corto para TV
2001- Los niños invisibles, 90 min., ficción
2004- Administrando Justicia, programa de TV
2004- Huso de razón, programa de TV
2004- Historia Debida, programa de TV
2004-8- Los actores del conflicto, largometraje, ficción
2006- Qué plato es Colombia, mediometraje, doc.
2016- El soborno del cielo, largometraje
2022- La verdad revelada, miniserie de TV

## Filmografía como Guionista
1973- Yo pedaleo, tu pedaleas, cortometraje
1975- La Chamba, cortometraje
1976- Lluvia colombiana
1978- 38 largo, 45 corto
1979- Hoy no frío, mañana sí
1980- TV or no TV
1980- Vivienda campesina
1982- El Escarabajo
1983- Arquitectura de la colonización antioqueña 16 libretos para la serie de TV “Rafael Reyes, vencedor de imposibles”(“Revivamos nuestra historia”)
1985- Cafés y tertulias de Bogotá
1985- Un ascensor de película
1985- Visa USA
1986- El premio
1988- Milagro en Roma (con Gabriel García Márquez)
1989- La Vorágine
2001- Los niños invisibles
2008- Los actores del conflicto

## Como actor
1988- Milagro en Roma